# Trachyrhamphus longirostris
Trachyrhamphus longirostris är en fiskart som beskrevs av Kaup, 1856. Trachyrhamphus longirostris ingår i släktet Trachyrhamphus och familjen kantnålsfiskar. Inga underarter finns listade i Catalogue of Life.